# Спіральна динаміка

## Спіральна динаміка
Спіральна динаміка це динамічна модель людського розвитку та еволюції свідомості, а також розвиток системи основоположних цінностей та мемів. Спіральна динаміка стверджує, що людська природа не є фіксованою, що людина може адаптуватись до будь-яких нових умов довкілля, змінюючись та конструюючи нові, більш складні, концептуальні моделі світу, що дозволять їй впоратись з новими викликами. Кожна нова модель є трансцендетною і включає в себе усі попередні.

## Історія
Ця модель була запропонована у 1996 році в книзі «Спіральна динаміка» американськими психологами Доном Беком та Крісом Кованом. Ця книга базувалась на теоріях розроблених у 1970-х ще одного американського психолога Грейвза Клера Вільяма.